# محافظه‌کاری مالی
محافظه‌کاری مالی یک فلسفهٔ اقتصادسیاسی در قبال سیاست مالی است و از مسئولیت‌پذیری مالی، کاستن از هزینه کرد دولت، بدهی دولتی کمین دفاع می‌کنند. تجارت آزاد، مقررات‌زدایی اقتصاد، مالیات‌های کمتر، و خصوصی‌سازی ویژگی‌های تعیین کنندهٔ محافظه‌کاری مالی هستند. محافظه‌کاری مالی در خصوص مسایل مالی از نقطه نظری فلسفی مشابه لیبرالیسم کلاسیک و لیبرالیسم اقتصادی پیروی می‌کند.

## اصول
محافظه‌کاری مالی فلسفهٔ سیاسی احتیاط در خصوص هزینه کرد و بدهی دولت است. ادموند برک استدلال می‌کرد که دولت حق ندارد بدهی‌های بزرگ به بار بیاورد و آن را بر دوش مالیات دهنده بگذارد.